# Lespesia archippivora
Lespesia archippivora är en tvåvingeart som först beskrevs av Riley 1871.  Lespesia archippivora ingår i släktet Lespesia och familjen parasitflugor. Inga underarter finns listade i Catalogue of Life.